# Соколово (городской округ Солнечногорск)
Соколово — деревня в Московской области России. Входит в городской округ Солнечногорск. Население — 343 чел. (2010).

## География
Через деревню проходит Пятницкое шоссе.

## История
В середине XIX века село находилось в государственной собственности, в нём действовала церковь Рождества Христова и Пророка Ильи, позднее была основана земская школа.
В деревне есть библиотека, детские развивающие студии, супермаркет, магазины, банк, автомойка, шиномонтаж, аптека, магазин сувениров, зоомагазин.
1929—1957, 1960—1963, 1965—1987 гг. — административный центр Соколовского сельсовета Солнечногорского района.
1957—1960 гг. — административный центр Соколовского сельсовета Химкинского района.
1963—1965 гг. — административный центр Соколовского сельсовета Солнечногорского укрупнённого сельского района.
С 1994 до 2006 гг. деревня входила в Соколовский сельский округ Солнечногорского района..
С 2005 до 2019 гг. деревня включалась в Соколовское сельское поселение Солнечногорского муниципального района.
С 2019 года деревня входит в городской округ Солнечногорск, в рамках администрации которого деревня относится к территориальному управлению Соколовское.

## Население
| 1852 | 1859 | 1890 | 1899 | 1926 | 1932 | 1966 |
| ---- | ---- | ---- | ---- | ---- | ---- | ---- |
| 294  | ↗304 | ↗331 | ↘317 | ↘311 | ↘307 | ↘118 |
| 1998 | 2002 | 2010 |      |      |      |      |
| ↗427 | ↘368 | ↘343 |      |      |      |      |

## Достопримечательности
Имеется мини-зоопарк. Рядом с зоопарком есть оборудованный для рыбалки и отдыха большой пруд с осетрами и стерлядями, не считая более мелкой рыбы. Там же есть пункт проката удочек и т. д. На территории также во множестве представлены предметы старого быта.